# Roger Guillemin
Roger Charles Louis Guillemin (11. ledna 1924, Dijon – 21. února 2024, San Diego) byl francouzsko-americký lékař a endokrinolog, který roku 1977 získal Nobelovu cenu za fyziologii a lékařství (spolu s Andrewem Schallym a Rosalyn Yalowovou), a to za objevy v oblasti regulačních hormonů v hypotalamu.